# Microdytes shepardi
Microdytes shepardi är en skalbaggsart som beskrevs av Wewalka 1997. Microdytes shepardi ingår i släktet Microdytes och familjen dykare. Inga underarter finns listade i Catalogue of Life.